# الساحر (فلم 1959)
الساحر (بالإنجليزية: Warlock) هو فيلم تم إنتاجه في الولايات المتحدة وصدر في سنة 1959. من بطولة هنري فوندا وأنتوني كوين.

## الميزانية والإيرادات
بلغت تكلفة إنتاج الفيلم حوالي 2.4 مليون دولار بينما حقق إيرادات تقدر بـ 1.7 مليون دولار.

## وصلات خارجية
- مقالات تستعمل روابط فنية بلا صلة مع ويكي بيانات